# Paule de Jésus Gil Cano
Paule de Jésus Gil Cano (Vera, 2 février 1849 - Murcie, 18 janvier 1913) est une religieuse espagnole fondatrice des franciscaines de la Très Pure Conception et reconnue vénérable par l'Église catholique.

## Biographie
Paule Gil Cano naît le 2 février 1849 à Vera dans une famille pauvre. Son père abandonne sa famille à la naissance de Paule, qui est la plus jeune de six frères et sœurs. Comme la mère n'a pas les moyens de s'occuper de tous ses enfants, elle doit laisser Paule à la maison de la Miséricorde de Carthagène dirigée à partir de 1864 par les Filles de la Charité. Elle y passe toute son enfance et son adolescence.
Le 15 octobre 1879, des pluies torrentielles s'abattent de nuit sur Murcie et font déborder le fleuve Segura. La tragédie fait 761 morts. (Cette inondation est appelée inondation de Sainte Thérèse (es) car elle a eu lieu dans la nuit du 14 au 15 octobre, jour de la sainte Thérèse). La maison de miséricorde de Carthagène reçoit une demande d'assistance. Paule arrive à Murcie le 8 décembre 1879 et commence à apporter son aide ; avec quelques dames de la ville, elle crée un refuge pour les orphelines. Avec les conseils et le soutien du Père franciscain Francisco Manuel Malo, elle fonde les sœurs franciscaines de la Très Pure Conception et prononce ses vœux le 28 mai 1882 avec deux autres compagnes, étendant leurs services à toutes sortes de personnes dans le besoin.
La congrégation fonde des maisons à Alicante, Ciudad Real, Jaén, Málaga, Tolède et Madrid. Lors de l'épidémie de choléra à Murcie en 1885, neuf sœurs se portent volontaires pour prendre soin des malades et quatre en meurent. Elles sont aussi présentes lors des inondations de Consuegra en 1891.
Mère Paule est supérieure générale de son institut jusqu'en 1912, date à laquelle elle démissionne pour raisons de santé. Après une longue maladie due à la tuberculose, elle décède à la maison-mère de Murcie le 18 janvier 1913.
Sa cause de canonisation commence dans le diocèse de Carthagène le 14 novembre 1995. Elle est reconnue vénérable le 7 juillet 2017 par le pape François.